# Alexandre Bilodeau
Alexandre Bilodeau (født 8. september 1987 i Montréal, Quebec) er en canadisk freestyleskiløber.
Bilodeau blev verdensmester i parallelpukkelpist under VM i freestyle 2009, 2011 og 2013. Han vandt sølv i pukkelpist under 2011- og 2013-VM.
Under Vinter-OL 2010 i Vancouver vandt Bilodeau Canadas første OL-guld på hjemmebane nogensinde. Han gentog bedriften fire år senere under Vinter-OL 2014 i Sotsji.